# Kim Myers
Kimberly S. Myers, detta Kim (Los Angeles, 15 febbraio 1966), è un'attrice statunitense.

## Biografia
Non molto tempo dopo avere completato il suo ruolo d'esordio in un lungometraggio in Nightmare 2 - La rivincita di Jack Sholder, la diciannovenne Kim Myers fu molto sorpresa nel trovare una sua foto nelle pagine di Newsweek (2/09/85) in un articolo che affrontava la sua somiglianza con Meryl Streep. La gente glielo ha fatto notare "una milionata di volte", afferma Myers, ma lei non se n'è mai preoccupata più di tanto. Ammette però che il suo aspetto può essere stato un fattore determinante nell'essere scelta per Nightmare, cosa che è accaduta piuttosto all'improvviso dopo che tornò alla natia Los Angeles dopo il suo primo anno alla Syracuse University.
Myers era apparsa precedentemente solo in un altro film, una regia di una studentessa della USC intitolata One Southern Summer nel quale interpretava una giovane ragazza in una piccola città della Louisiana degli anni sessanta. Il film era diretto da Juliette Jager che ha lavorato con Norman Jewison e che è stata sua assistente di produzione sul set di Agnese di Dio. Dopo il secondo anno alla Syracuse University decise di continuare la sua carriera cinematografica compatibilmente con i suoi impegni di studio. Sui ruoli che vorrebbe interpretare dichiara: "Voglio interpretare un ruolo da cattiva; Sarebbe una cosa molto carina da fare per cambiare un po'".

## Filmografia parziale

### Cinema
- Nightmare 2 - La rivincita (A Nightmare on Elm Street 2: Freddy's Revenge), regia di Jack Sholder (1985)
- Il pomo di Adamo (In the Mood), regia di Phil Alden Robinson (1987)
- Illegalmente tuo (Illegaly Yours), regia di Peter Bogdanovich (1988)
- Best Shots, regia di Doug Lodato (1990)
- Calda emozione (White Palace), regia di Luis Mandoki (1990)
- At Risk, regia di Elana K. Pyle (1994)
- Hellraiser - La stirpe maledetta (Hellraiser: Bloodline), regia di Alan Smithee e Kevin Yagher (1996)
- Letters from a Killer, regia di David Carson (1998)
- Fortunate Son, regia di Quinn Saunders (2004)
- Il lago dei sogni (The Dust Factory), regia di Eric Small (2004)
- Serenity, regia di Joss Whedon (2005) cameo
- The Last Sin Eater, regia di Michael Landon Jr. (2007)
- The Gift: Life Unwrapped, regia di Elana Krausz (2007)

### Televisione
- The Closer - serie TV, episodio 2x02 (2006)

## Doppiatrici italiane
Nelle versioni in italiano delle opere in cui ha recitato, Kim Myers è stata doppiata da:
- Gabriella Andreini in Nightmare 2 - La rivincita
- Roberta Greganti in Letters from a Killer
- Emilia Costa in The Closer